# Stefanie Luiken
Stefanie Lucia Mariëlle Luiken (Nijmegen, 16 mei 1985) is een voormalige Nederlandse zwemster. Luiken vertegenwoordigde haar vaderland op de Olympische Zomerspelen 2004 in Athene, Griekenland.

## Carrière
Luiken veroverde haar eerste nationale titels op de Nederlandse Winterkampioenschappen zwemmen 2003 in Dordrecht, op de 50 en de 100 meter rugslag. Op de Nederlandse kampioenschappen zwemmen 2004 in Amsterdam werd ze Nederlands kampioene op de 100 meter rugslag. Haar internationale debuut maakte de Nederlandse op de Europese kampioenschappen zwemmen 2004 in Madrid, Spanje, op dit toernooi werd ze uitgeschakeld in de halve finales van de 100 meter rugslag. Samen met Madelon Baans, Chantal Groot en Marleen Veldhuis sleepte ze de bronzen medaille in de wacht op de 4x100 meter wisselslag. Tijdens de Olympische Zomerspelen van 2004 in Athene, Griekenland eindigde Luiken samen met Madelon Baans, Inge de Bruijn en Marleen Veldhuis. Haar vierde en laatste Nederlandse titel pakte de zwemster van PSV op de Nederlandse kampioenschappen zwemmen 2005 in Amsterdam. Nadat ze zich niet wist te kwalificeren voor de Europese kampioenschappen zwemmen 2008 in Eindhoven beëindigde Luiken haar zwemcarrière.

## Internationale toernooien
| Jaar | Olympische Spelen     | WK langebaan | WK kortebaan  | EK langebaan                           | EK kortebaan  |
| ---- | --------------------- | ------------ | ------------- | -------------------------------------- | ------------- |
| 2004 | 6e 4x100 m wisselslag |              | geen deelname | 15e 100 m rugslag · 4x100 m wisselslag | geen deelname |

## Persoonlijke records
Bijgewerkt tot en met 17 december 2006

### Kortebaan
| Afstand      | Tijd    | Datum            | Plaats    |
| ------------ | ------- | ---------------- | --------- |
| 50m rugslag  | 29,44   | 17 december 2004 | Drachten  |
| 100m rugslag | 1.02,59 | 16 december 2005 | Amsterdam |
| 200m rugslag | 2.16,72 | 17 december 2006 | Drachten  |

### Langebaan
| Afstand      | Tijd    | Datum         | Plaats    |
| ------------ | ------- | ------------- | --------- |
| 50m rugslag  | 30,23   | 23 april 2005 | Amsterdam |
| 100m rugslag | 1.03,25 | 16 april 2004 | Amsterdam |
| 200m rugslag | 2.18,71 | 15 april 2004 | Amsterdam |